# Niviventer brahma
Niviventer brahma é uma espécie de roedor da família Muridae.
Pode ser encontrada nos seguintes países: Índia e Myanmar.